# 科濟伊夫卡 (克拉斯諾庫特西克區)
50°8′44″N 35°12′19″E / 50.14556°N 35.20528°E
科濟伊夫卡（烏克蘭語：Козіївка）是位於烏克蘭東部的村莊，由哈爾科夫州博霍杜希夫區的克拉斯諾庫特斯克市鎮負責管轄。該村始建於1686年，面積13.1平方公里，海拔高度188米，2001年人口2,338。